# Udvardy Miklós (miniszteri tanácsos)
Udvardi és básthi Udvardy Miklós (Mór, Fejér vármegye, 1882. március 31. –Budapest, 1951. december 14.), újságíró, miniszteri tanácsos, szolnoki főispáni titkár, a Székely Nemzeti Tanács, az Anti-Bolsevista Comité, a Nemzeti Hadsereg, a Terület Védő Liga, a Nemzeti Szövetség, a Magyar Revíziós Liga főtitkára.

## Családja
Az ősrégi nemesi udvardi és básthi Udvardy család sarja. Édesapja az ászári lakos udvardi és básthi Udvardy Ferenc (1846–1888), hites ügyvéd, a királyi magyar természet tudományi és történelmi társulat rendes tagja, édesanyja Rozsos Irma (1857–†?) volt. Apai nagyszülei udvardi és básthi Udvardy Ferenc (1816–1885), Fehér vármegye másod alszámvevője, és adorjánházi Molnár Ágnes (1819–1878) voltak. Apai dédszülei udvardi és básthi Udvardy József (1776–1831), a gróf Esterházy család pápai uradalmi ispánja (spanus dominalis), majd a tatai uradalmi tiszttartója (provisor dominalis), és paari Toronyossy Rozália (1778–1844) asszony voltak. Apai dédszülei adorjánházi Molnár Ferenc (1787–1855), a gróf Esterházy család uradalmi ügyésze (procurator fisci dominalis), és kolosvári Kolossváry Jozefa asszony voltak. Nagyapjának a bátyja udvardi és básthi Udvardy Ignác (1810–1874), teológus, veszprémi kanonok volt. Miklósnak két leánytestvére volt: udvardi és básthi Udvardy Emma (1887–1918), és udvardi és básti Udvardy Szalome (1884–1958), akinek az első férje, tótváradjai dr. Kornis Zoltán (1873–1910), Fejér vármegye tiszteletbeli főjegyzője volt, majd halála után, a második férje Say Rudolf (1868–1927) honvédtábornok lett.

## Élete
1911. január 1-jén Udvardy Miklós pénzügyi számellenőrt a belügyminisztériumhoz fizetés nélküli miniszteri segédfogalmazóvá nevezte ki főispáni titkári minőségben szolgálattételre Jász-Nagykun-Szolnok vármegye főispánja mellé. 1914-ben belügyminisztériumi segédfogalmazóvá nevezték ki, 1917-ben rendes fogalmazói állást töltött be, majd 1919-ben népbiztosi titkárit. Később, miniszteri tanácsos lett, és a két világháború korszakban aktív szerepet vállalt az irredentista világon: a Revíziós Liga főtitkára is lett. Tagja volt annak a 488 fős magyar küldöttségnek, amely részt vett Kossuth Lajos New York-i szobrának 1928. március 15-ei avatásán. Pólya Tibor ismert szolnoki festő és grafikus "A nagy zarándokút" című kiadványán úgy beszélt róla, hogy: "Udvardy Miklós min. titkár, földbirtokos, a zarándokbizottság főtitkára Budapestről. Mint a zarándokbizottság elnöki tanácsának tagja és főtitkára, gróf Apponyi Alberttel és báró Perényi Zsigmonddal együtt előkészítője volt a zarándoklatnak."

## Házassága és gyermekei
1912. május 20-án Debrecenben, feleségül vette komlósi Komlóssy Erzsébet (Debrecen, 1889. február 16.–Budapest, 1964. november 13.) kisasszonyt, akinek a szülei komlósi Komlóssy Dezső (1846–1935), királyi törvényszéki bíró, a Debreceni Első Takarékpénztár r. t. alelnöke, és almási Szalay Erzsébet (1863–1944) voltak. Az apai nagyszülei komlósi Komlóssy Imre (1813–1879), köz-és váltó-ügyvéd, Debrecen szabad királyi városnak 1848-as országgyűlési képviselője és városi bizottságnak tagja, és noszizi Thurzó Róza (1828–1899) voltak. Az anyai nagyszülei almási Szalay Antal (1822–1906), táblabíró, hites ügyvéd, megyei bizottsági tag, 1848/49-ik nemzetőri hadnagy, földbirtokos, és szemerei Szemere Erzsébet (1830–1879) voltak. Udvardy Miklós és Komlóssy Erzsébet házasságából született:
- udvardi és básthi Udvardy Erzsébet (Debrecen, 1914. március 19.–Budapest, 1987. március 20.), okleveles tanárnő.[21] Férje: dr. Simon László (Munkács, 1912. június 19.–Budapest, 1968. augusztus 26.), földrajztudós, a magyar Földrajzi Társaság főtitkára volt.[22][23]
- udvardi és básthi dr. Udvardy Ágnes (Debrecen, 1917. február 21.–?).
- udvardi és básthi Udvardy Miklós (Debrecen, 1919. március 23. – Sacramento, USA, 1998. január 27.), jogász, ornitológus. Neje: Maud Björklund

## Művei
- Magyar holokauszt. A magyar nemzet elpusztítására tett kísérlet. Ns. udvardi és básthy Udvardy Miklós emlékiratai, 1919–1944; sajtó alá rend. Zetényi Csukás Ferenc; Két Hollós, Bp., 2015